# Elytrimitatrix guatemalana
Elytrimitatrix guatemalana là một loài bọ cánh cứng trong họ Cerambycidae.